# Walter Stoeckel

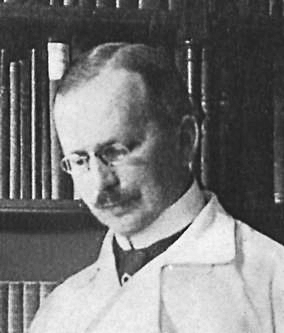
Walter Stoeckel, um 1907

Walter Stoeckel (* 14. März 1871 in Adlig Klein-Stobingen oder Gut-Stobingen bei Insterburg, Ostpreußen; † 12. Februar 1961 in Ost-Berlin) war ein deutscher Gynäkologe und Geburtshelfer.

## Leben
Walter Stoeckel absolvierte das Gymnasium in Insterburg, an dem er 1890 das Abitur ablegte. Danach studierte er Medizin in Leipzig, München, Jena sowie an der Albertus-Universität Königsberg und wurde dort 1896 promoviert. Anschließend arbeitete er als Schiffsarzt. Von 1897 bis 1898 war er Volontär in der Bonner Frauenklinik und am Pathologischen Institut in Marburg. Weitere Stationen waren von 1897 bis 1903 die Schlesische Friedrich-Wilhelms-Universität, wo er bei Heinrich Fritsch zum Facharzt ausgebildet wurde. 1903 wurde er Oberarzt an der Friedrich-Alexander-Universität Erlangen bei Johann Veit, wo er sich habilitierte. 1905 war er an der Friedrich-Wilhelms-Universität zu Berlin bei Ernst Bumm an der Charité und wurde dort Extraordinarius. Aus Berlin wurde er 1907, obwohl ein Berufungsverfahren an die Königliche Universität zu Greifswald lief, als Ordinarius an die Philipps-Universität Marburg berufen, von wo aus er 1910 dem Ruf der Christian-Albrechts-Universität zu Kiel folgte und dort bis 31. August 1922 blieb. 1922 wurde er an die Universitätsfrauenklinik Leipzig berufen, wo er bis 1926 blieb, um danach nach Berlin zu wechseln. Dort war Stoeckel als Nachfolger von Bumm von 1926 bis 1951 Direktor der Universitätsfrauenklinik und setzte sich insbesondere für von ab etwa 1900 ausgebaute Fachgebiet Gynäkologische Urologie ein.
Er hatte einen konservativ-autoritären Führungsstil. Sich selbst sah er gern als „Kaiser der Gynäkologen“.
Stoeckel übernahm mit Karl Reifferscheid das Lehrbuch der Gynäkologie von Heinrich Fritsch, mit dessen Tochter Anna er verheiratet war, und schrieb es nach dem Tod Reifferscheids ab der 2. Auflage allein.
Er trug maßgeblich zum Aufbau einer fortschrittlichen Frauenklinik an der Berliner Charité zu Beginn der 1930er Jahre bei und war 25 Jahre Inhaber des Lehrstuhls. Zu seinen wissenschaftlichen Arbeiten zählte die Verbesserung der operativen Entfernung der Gebärmutter über die Scheide beim Zervixkarzinom, die nach ihm und Friedrich Schauta Schauta-Stoeckel-Operation genannt wurde.
In der Zeit des Nationalsozialismus war er Mitglied des Nationalsozialistischen Deutschen Dozentenbundes und behandelnder Arzt von Magda Goebbels. Er war nie Mitglied der NSDAP, aber förderndes Mitglied der SS. Allerdings waren alle seine sechs Oberärzte NSDAP-Mitglieder. Im Dritten Reich nutzte er seine Beziehung als Arzt von Magda Goebbels für eigene Ziele. So war er im Gegensatz zur offiziellen Haltung des Reichsgesundheitsführers Leonardo Conti und dessen Mutter, der Leiterin der Reichshebammenschaft Nanna Conti, ein Befürworter der Klinikgeburt gegenüber der Hausgeburt. Als einziger Klinikdirektor konnte er einen für ihn in der Klinik als Pathologen wichtigen jüdischen Arzt (Robert Meyer) jedenfalls eine Weile bis 1938 und unentgeltlich weiterbeschäftigen. Eigentlich war er ein entschiedener Gegner von Abtreibungen, jedenfalls bei „arischen“ Frauen, an seiner Klinik fanden aber solche aus eugenischen und rassischen Gründen statt (aufgrund eines Geheimerlasses von Leonardo Conti von 1940 ermöglicht), so bei einer Frau, bei der der Kindesvater ein Chinese war. In der Zeit des Nationalsozialismus war er ein Befürworter der Zwangssterilisation aus eugenischen Gründen, was sich auch in seinen Lehrbüchern niederschlug.
Von 1933 bis 1935 war er Präsident der Deutschen Gesellschaft für Gynäkologie und Geburtshilfe. Auch nach seiner Emeritierung 1936 blieb er aktiv. Im Jahr 1941 zeichnete ihn Adolf Hitler mit der Goethe-Medaille für Kunst und Wissenschaft aus. 1944 wurde er in den wissenschaftlichen Beirat des Generalkommissars für das Sanitäts- und Gesundheitswesen Karl Brandt berufen.
Stoeckel setzte in der Nachkriegszeit seine Tätigkeit im sowjetischen Sektor von Berlin fort. Als Direktor widmete er sich dem Wiederaufbau der schwer kriegszerstörten I. Universitäts-Frauenklinik, als Ordinarius für Frauenheilkunde der Humboldt-Universität leitete er die ersten Gynäkologenkongresse 1946 in Jena und 1947 in Berlin und betrieb 1948 die Konstituierung der Wissenschaftlichen Gesellschaft für Geburtshilfe und Gynäkologie bei der Humboldt-Universität, die in die DDR übernommen wurde. Die DDR ehrte ihn 1949 mit dem Titel Obermedizinalrat und 1951, im Jahr seiner Emeritierung, mit dem Nationalpreis I. Klasse.
Zu seinen Schülern zählten die Gynäkologen und Professoren Felix von Mikulicz-Radecki, Ernst Philipp, Günther K. F. Schultze, Helmut Kraatz, Hans Limburg (* 1910, Ordinarius an der Universität des Saarlandes) und Benno Ottow.
Stoeckel ist der Urgroßvater des  Entertainers und TV-Darstellers Julian Stoeckel (* 1987).

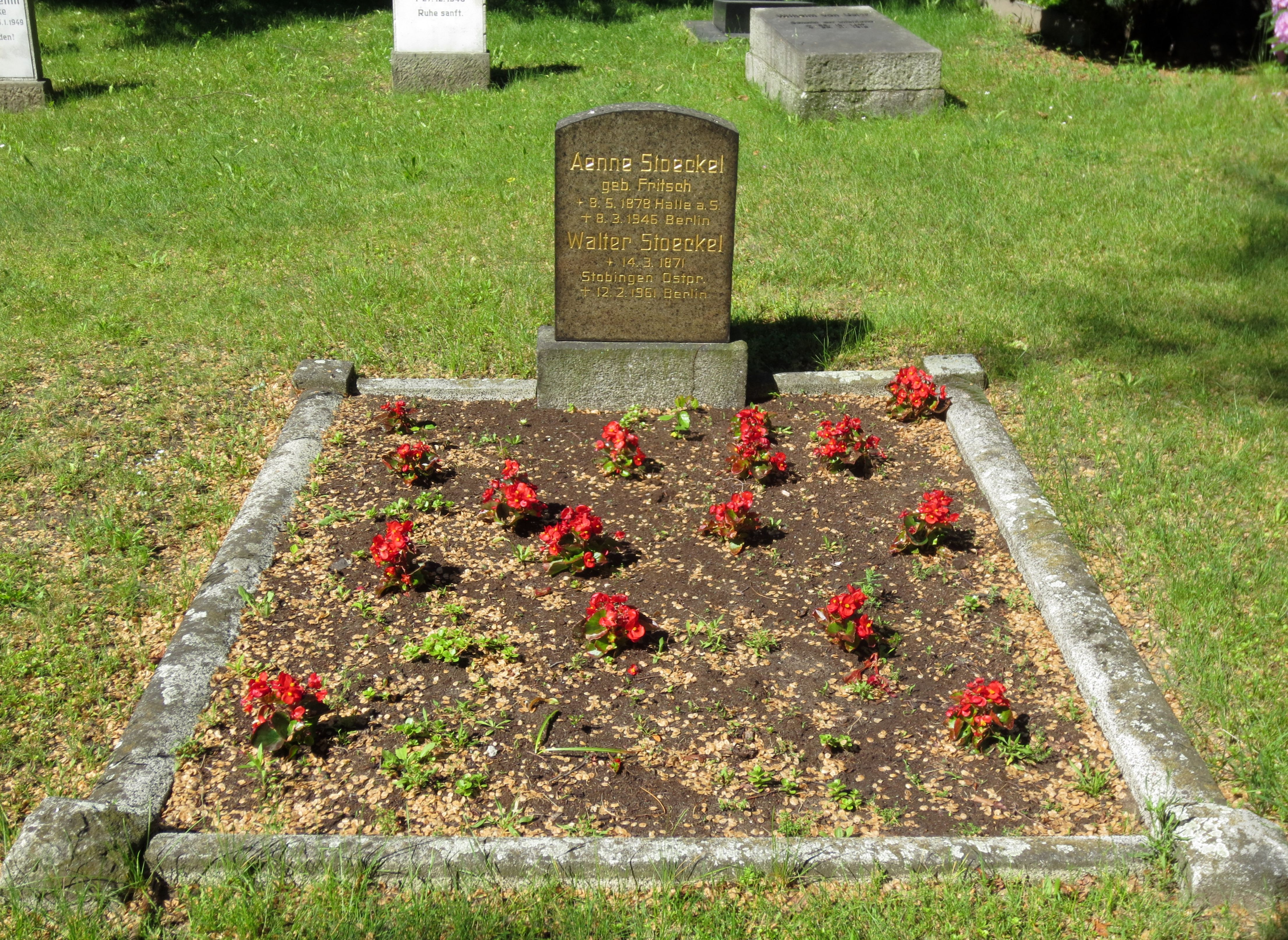
Grabmal Walter Stoeckels und seiner Frau Aenne auf dem Invalidenfriedhof in Berlin

## Ehrungen
- Mitglied der Deutschen Akademie der Naturforscher Leopoldina (1926)[16]
- Goethe-Medaille für Kunst und Wissenschaft durch Adolf Hitler (1941)
- Mitglied der Akademie der Wissenschaften der DDR (1949)
- Nationalpreis der DDR I. Klasse[1]
- Hervorragender Wissenschaftler des Volkes (1960)
- Paracelsus-Medaille (1960)

## Werke
- Lehrbuch der Geburtshilfe. (Herausgeber und Mitautor), bspw. 8. Auflage, G. Fischer, Jena 1945
- Lehrbuch der Gynäkologie. (seit 2. Auflage 1927 Alleinautor), S. Hirzel, Stuttgart, 1. Auflage 1924, 11. Auflage 1947
- Gynäkologische Urologie. 3 Bände, München 1938 (= Handbuch der Gynäkologie, 10).
- Ansprachen. Thieme, Stuttgart 1952
- Erinnerungen eines Frauenarztes. München, Kindler 1966; auch 1979 bei Hirzel sowie Teubner, Leipzig (Herausgeber Hans Borgelt, der den ursprünglich nur für die Familie bestimmten Privatdruck von Stoeckel von 1954 kürzte und durch weitere Schriften ergänzte)